# Danmark i Junior Eurovision Song Contest
Danmark debuterade i Junior Eurovision Song Contest 2003 och har till och med 2005 deltagit 3 gånger.

## Deltagare
| År                     | Artist            | Sång              | Nr | Poäng |
| 2003                   | Anne Gadegaard    | Arabiens drøm     | 5  | 93    |
| 2004                   | Cool Kids         | Pigen er min      | 5  | 116   |
| 2005                   | Nicolai Kielstrup | Shake Shake Shake | 4  | 121   |
| Deltar inte sedan 2006 |                   |                   |    |       |